# Дузи, Козрое
Ко́зрое Ду́зи (итал. Cosroe Dusi; 28 июля 1808, Венеция, Венецианская провинция — 9 октября 1859, Маростика, Венеция) — итальянский (венецианский) живописец, представитель романтического академизма, заметная фигура николаевской россики; мастер светского портрета, также работал как исторический живописец и церковный декоратор. Академик (с 1842; ассоциированный член — «назначенный» с 1841) и профессор (с 1851) Императорской Академии художеств.

## Биография
Родился в Венеции. Учился в Венецианской академии изящных искусств (1820—1827). После окончания Академии выставил большое историческое полотно «Смерть Алкивиада». На ежегодной выставке Академии (1829) представил картины «Нимфа Салмакида соблазняющая невинного Гермафродита», «Дева с младенцем и святым Иоанном», и две небольшие картины, изображающие сцены из произведений Гаспаро Гоцци. Позже была представлена картина «Паоло и Франческа да Римини» (1831).
Женился (1830) на Антониетте Феррари, дочери скульптора Бартоломео.
В Венеции участвовал в создании литографий для иллюстраций книг. Из-за дефицита итальянских заказов несколько раз ездил в Мюнхен, где писал портреты местной знати. Написал занавес (1838) для обновлённого Театра Ла Фениче, созданного в 1837 году.
Между 1843 и 1856 годами часто посещал Санкт-Петербург, где стал известен и ценился настолько, что вскоре стал художником при дворе царя Николая I.
Получил звание неклассного художника (1841) за рисунок «Шествие Марии Стюарт на казнь», звание академика Императорской Академии художеств (1842) за картину «Сократ упрекает Алкивиада, застав его в обществе гетер» и звание профессора Академии (1851) за картину «Положение во гроб».
В Российской империи занимался преимущественно религиозною и жанровою живописью, хотя с успехом исполнял также портреты, жанры и пейзажи. Им были исполнены образа для церкви во дворце Великой княгини Марии Николаевны, несколько образов для Исаакиевского собора (в их числе вышеупомянутое «Положение во гроб», замененное потом в соборе мозаичным воспроизведением), плафон Мариинского театра, занавесы для петербургских и московских театров.
Несколько раз возвращался в Италию, поскольку его семья оставалась в Венеции, в частности, в 1856 году в надежде быть назначенным профессором живописи в Венецианской Академии изящных искусств. Не добившись кафедры в Венеции, вернулся в Россию.
Вернувшись в Италию из-за проблем со здоровьем, умер в Маростике в октябре 1859 года.
Дузи вёл автографический «Дневник художника Козрое Дузи, или Приключения венецианца в России», в котором описан каждый день художника в течение четырёх лет (1839—1841), в период его путешествия в Санкт-Петербург и работе в Мюнхене и Санкт-Петербурге.
В 2012 году в Венеции была проведена выставка художника «Cosroe Dusi, 1808—1859. Художественный дневник венецианца при дворе царей», на которой было представлено более 150 картин, рисунков и литографий художника из частных коллекций, церквей и различных музеев. Каталог выставки является наиболее полным текстом жизни, деятельности и творчества художника.

## Галерея

Портреты
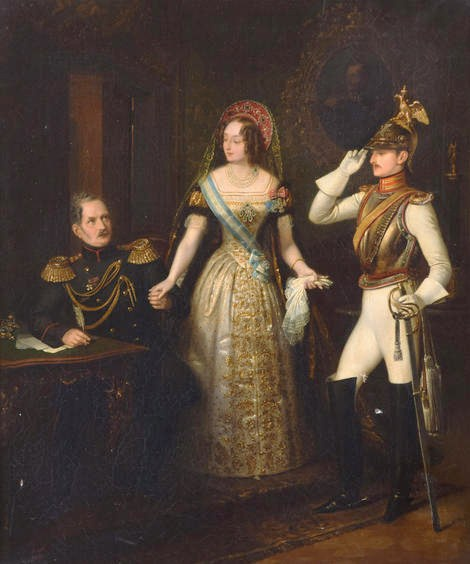
Семья графа А. Ф. Орлова[5]. 1845
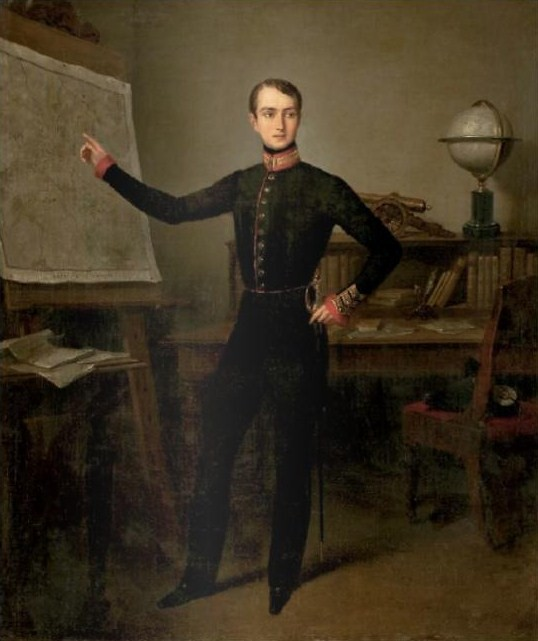
Граф Н. А. Орлов. Около 1845
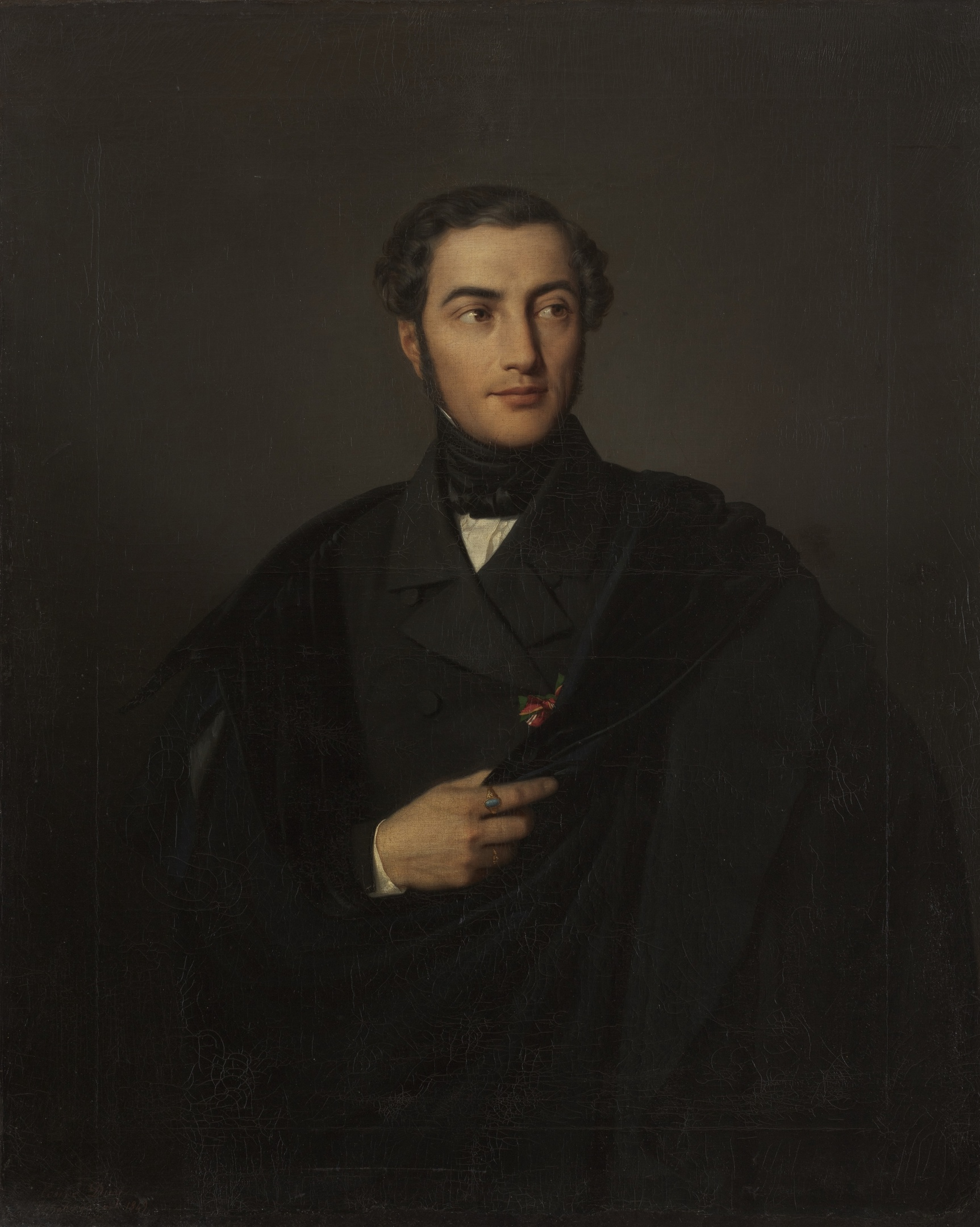
А. К. Кавос. 1849
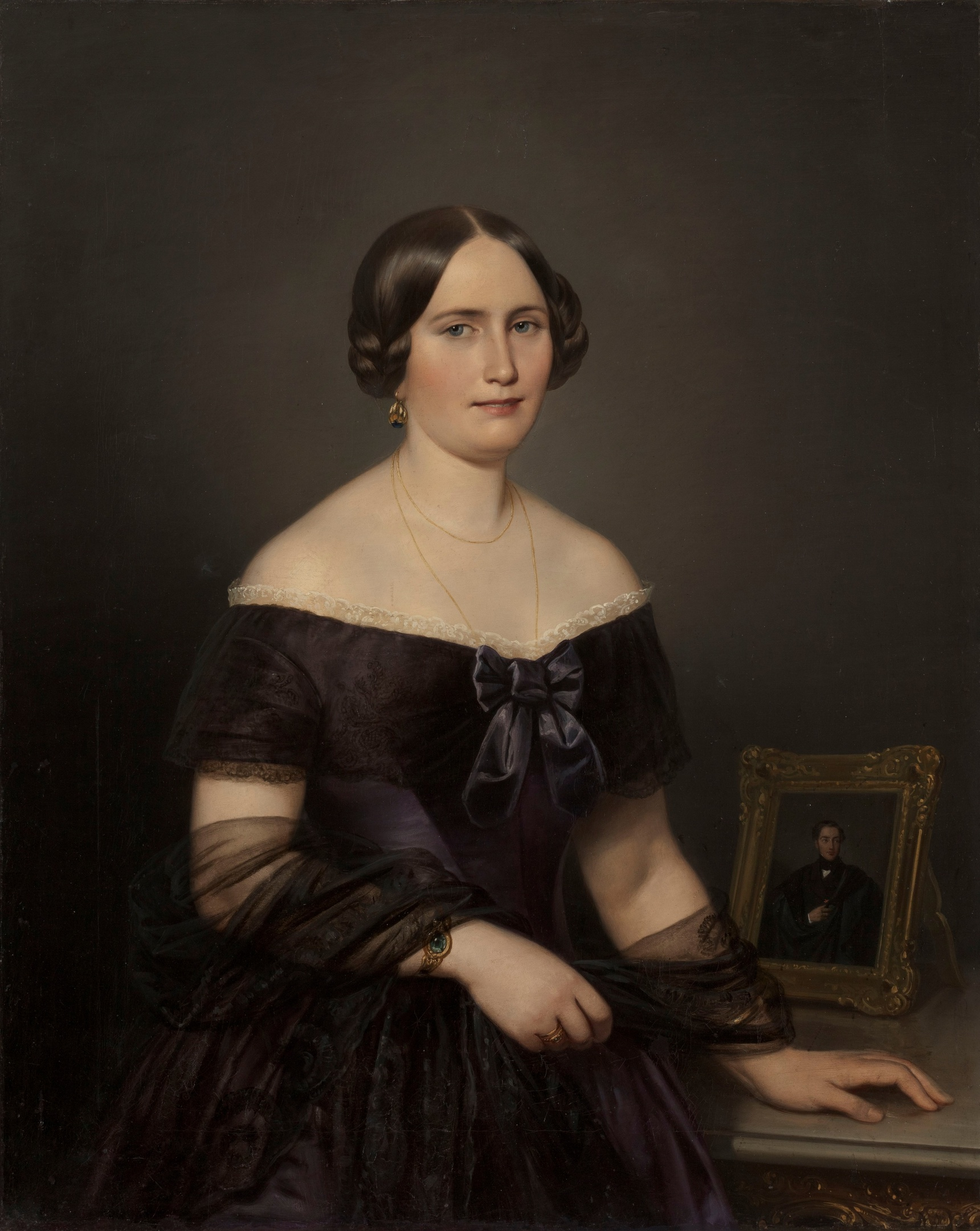
К. И. Кавос. 1849

Исторические картины и пейзажи
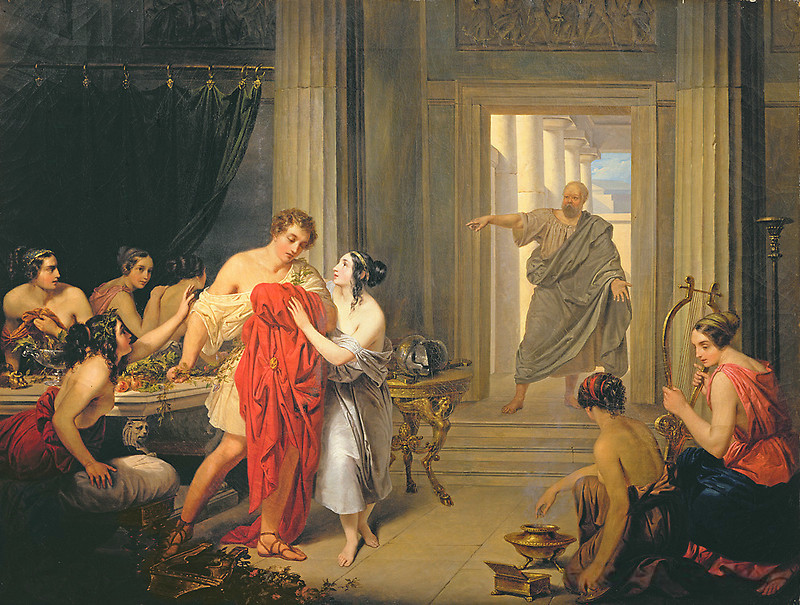
Сократ упрекает Алкивиада, застав его в обществе гетер. 1838
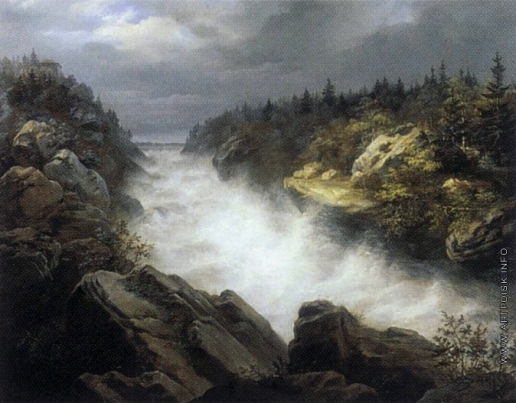
Водопад Иматра. 1844
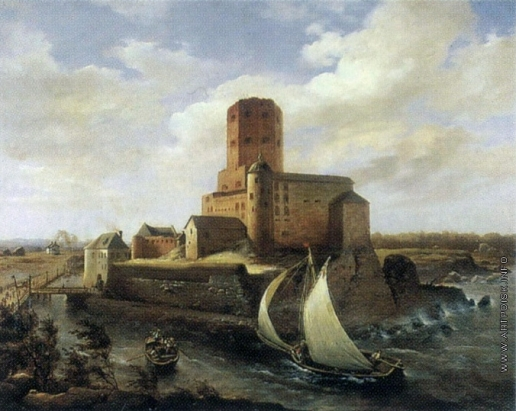
Крепость в Выборге. 1844

## Публикации текстов
- Дузи К. Дневник художника Козрое Дузи, или Приключения венецианца в России = Diario di Cosroe Dusi / [пер. с ит.: Н. В. Колесова]. — СПб. : Лимбус Пресс, 2015. — 238, [1] с. : ил., портр., цв. ил. — 3000 экз. — ISBN 978-5-8370-0658-6.